# Mistrovství Evropy v závodech automobilů do vrchu

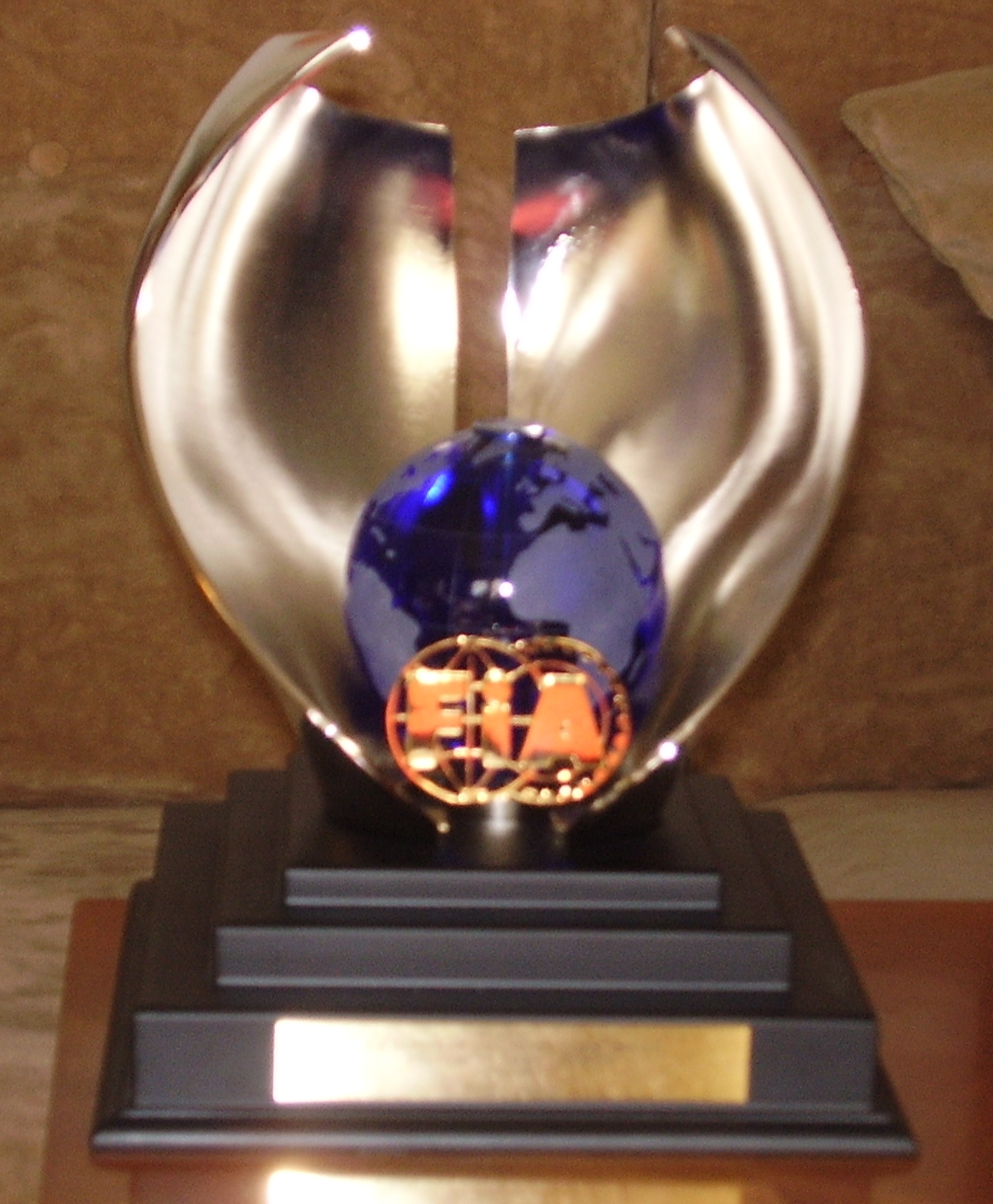
FIA-Cup pro vítěze EHCC 2010

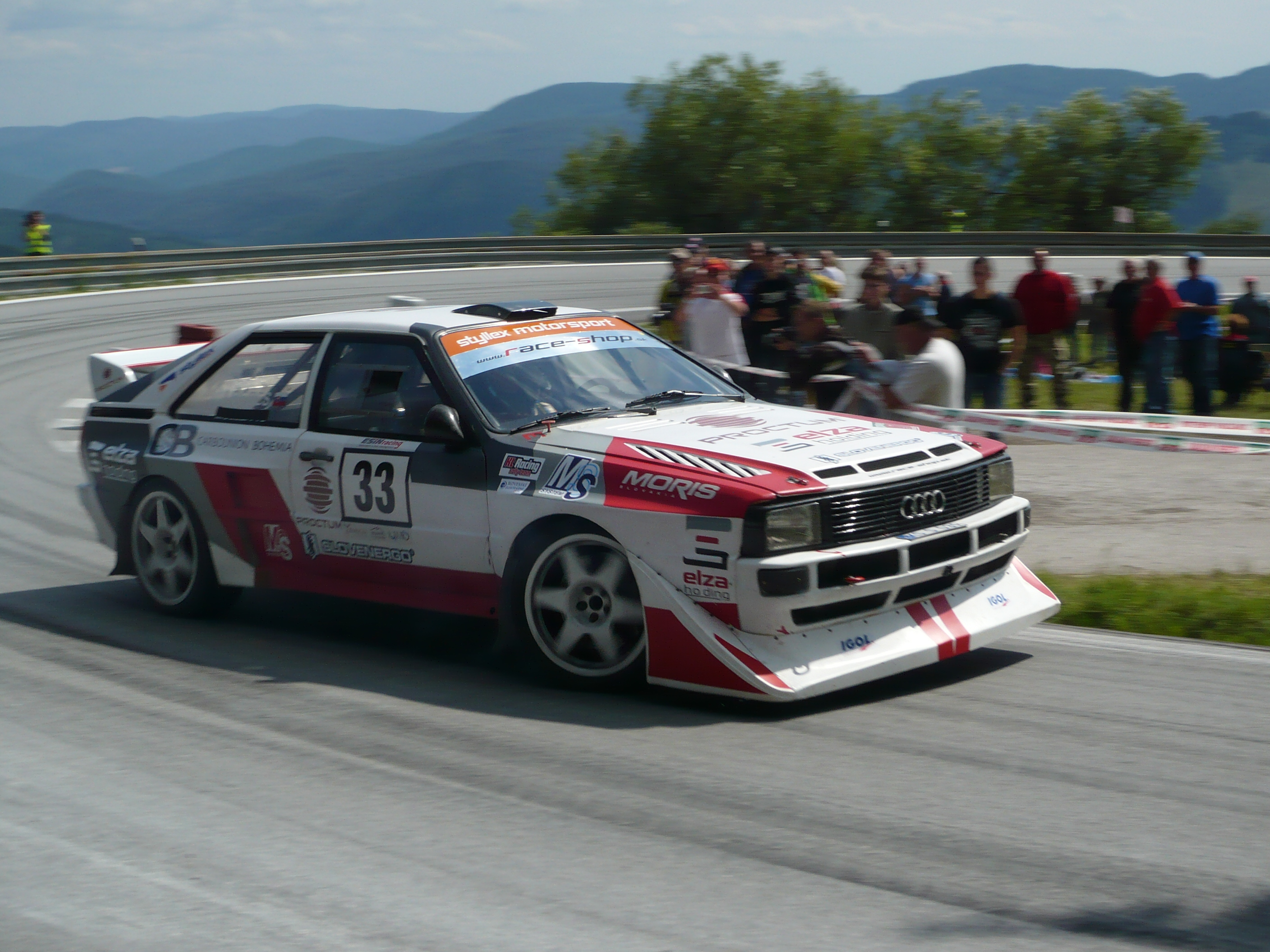
Jozef Béreš s vozidlem Audi Coupé Quattro na Mistrovství Evropy v závodech automobilů do vrchu Dobšinský kopec 2012

Mistrovství Evropy v závodech automobilů do vrchu (anglicky FIA European Hill Climb Championship) je automobilová soutěž pod záštitou FIA, konající se po celé Evropě. Základním charakterem závodů do vrchu je, že trať startuje z místa na úpatí stoupání a cíl je umístěn ve vyšší nadmořské výšce – místo startu je odlišné od místa cílové čáry. Mistrovství Evropy v závodech automobilů do vrchu dovoluje účast monopostů, sportovních prototypů s otevřenou kabinou a cestovních automobilů s různými stupni technických úprav.

## Meziválečné ročníky mistrovství Evropy závodů do vrchu
Předchůdcem mistrovství Evropy FIA, které bylo poprvé vypsáno pro rok 1957, byl Europa-Bergmeisterschaft v meziválečném období, prvně vypsaný v roce 1930. Do té doby uskutečněné jednotlivé mezinárodní podniky v závodech do vrchu měly velký ohlas a zájem o ně se dal srovnávat s tehdejší úrovní velkých cen.
Association Internationale des Automobiles – Clubs Reconnus (AIACR), předchůdce FIA, se tedy rozhodla pro rok 1930 vypsat pravidla pro evropské vrchařské mistrovství. V premiérovém ročníku 1930 se stali prvními mistry Evropy Hans Stuck s vozem Austro-Daimler (sk. závodních vozů) a Rudolf Caracciola s Mercedesem (sk. sportovních vozů). Součástí tohoto 1. ročníku byl i závod Zbraslav–Jíloviště, který mistrovství zahajoval. Druhý ročník (1931) přinesl změnu, když se stal mistrem ve sk. závodních vozů Juan Zanelli na španělském voze Nacional Pescara, zatímco Caracciola s Mercedesem obhájil svůj triumf ve skupině sportovních vozů. V letech 1932 a 1933 již nebyl titul mistra Evropy udělen. V roce 1933 byl šampionát změněn na Mezinárodní alpské mistrovství (Internationale Alpenmeisterschaft), z ekonomických důvodů se konaly jen čtyři závody a titul mistra Evropy se neuděloval.
| Sezóna | Kategorie      | Jezdec              | Automobil        |
| --- | -------------- | ------------------- | ---------------- |
| 1930 | Sportovní vozy | Rudolf Caracciola   | Mercedes         |
| 1930 | Závodní vozy   | Hans Stuck          | Austro-Daimler   |
| 1931 | Sportovní vozy | Rudolf Caracciola   | Mercedes         |
| 1931 | Závodní vozy   | Juan Zanelli        | Nacional Pescara |
| 1932* | Sportovní vozy | Hans Stuck          | Mercedes         |
| 1932* | Závodní vozy   | Rudolf Caracciola   | Alfa Romeo       |
| 1933** | Sportovní vozy | Mario Tandini       | Alfa Romeo       |
| 1933** | Závodní vozy   | Carlo Felice Trossi | Alfa Romeo       |
| *) titul mistra Evropy nebyl udělován, byl udělen titul Mezinárodního alpského mistrovství (Internationale Alpenmeisterschaft) **) titul mistra Evropy nebyl udělován, z finančních důvodů byly uspořádány jen 4 závody |                |                     |                  |

## Mistrovství Evropy v závodech automobilů do vrchu 1957 - 2024
Podzimní kongres v roce 1956 přinesl ze strany FIA dohodu o uspořádání Mistrovství Evropy FIA v závodech do vrchu v roce 1957. 30. června toho roku pak odstartoval šampionát úvodním podnikem na francouzském Mont Ventoux.

## Program šampionátu
První ročník mistrovství Evropy měl šest závodů v šesti evropských zemích. Později se počet závodů až zdvojnásobil.

### Program vybraných ročníků

#### 1957
| Pořadí závodu | Datum        | Země            | Závod nebo dějiště závodu |
| ------------- | ------------ | --------------- | ------------------------- |
| 1.            | 30. června   | Francie         | Mont Ventoux              |
| 2.            | 28. července | Západní Německo | Freiburg–Schauinsland     |
| 3.            | 15. srpna    | Rakousko        | Gaisberg                  |
| 4.            | 25. srpna    | Švýcarsko       | Lenzerheide               |
| 5.            | 1. září      | Itálie          | Aosta–Gran San Bernardo   |
| 6.            | 1. září      | Řecko           | Parnitha                  |

#### 1958
| Pořadí závodu | Datum        | Země            | Závod nebo dějiště závodu |
| ------------- | ------------ | --------------- | ------------------------- |
| 1.            | 4. května    | Řecko           | Parnitha                  |
| 2.            | 29. června   | Francie         | Mont Ventoux              |
| 3.            | 13. července | Itálie          | Trento–Bondone            |
| 4.            | 27. července | Západní Německo | Freiburg–Schauinsland     |
| 5.            | 15. srpna    | Rakousko        | Gaisberg                  |
| 6.            | 25. srpna    | Švýcarsko       | Ollon–Villars             |

#### 1959
| Pořadí závodu | Datum        | Země            | Závod nebo dějiště závodu |
| ------------- | ------------ | --------------- | ------------------------- |
| 1.            | 28. června   | Francie         | Mont Ventoux              |
| 2.            | 12. července | Itálie          | Trento–Bondone            |
| 3.            | 26. července | Západní Německo | Freiburg–Schauinsland     |
| 4.            | 16. srpna    | Rakousko        | Gaisberg                  |
| 5.            | 30. srpna    | Švýcarsko       | Klosters–Davos            |

#### 1960
| Pořadí závodu | Datum        | Země            | Závod nebo dějiště závodu |
| ------------- | ------------ | --------------- | ------------------------- |
| 1.            | 12. června   | Francie         | Mont Ventoux              |
| 2.            | 10. července | Itálie          | Trento–Bondone            |
| 3.            | 7. srpna     | Západní Německo | Freiburg–Schauinsland     |
| 4.            | 28. srpna    | Švýcarsko       | Ollon–Villars             |
| 5.            | 11. září     | Rakousko        | Gaisberg                  |

#### 1961
| Pořadí závodu | Datum        | Země            | Závod nebo dějiště závodu |
| ------------- | ------------ | --------------- | ------------------------- |
| 1.            | 4. června    | Francie         | La Faucille               |
| 2.            | 18. června   | Západní Německo | Rossfeld                  |
| 3.            | 25. června   | Francie         | Mont Ventoux              |
| 4.            | 9. července  | Itálie          | Trento–Bondone            |
| 5.            | 30. července | Západní Německo | Freiburg–Schauinsland     |
| 6.            | 27. srpna    | Švýcarsko       | Klosters–Davos            |
| 7.            | 10. září     | Rakousko        | Gaisberg                  |
| 8.            | 17. září     | Itálie          | Pontedecimo–Giovi         |

#### 2012
| Pořadí závodu | Datum        | Země        | Závod nebo dějiště závodu                   |
| ------------- | ------------ | ----------- | ------------------------------------------- |
| 1.            | 14. dubna    | Francie     | Saint-Jean-du-Gard–Col St. Pierre           |
| 2.            | 27. dubna    | Rakousko    | Rechbergrennen (Rechberg)                   |
| 4.            | 12. května   | Španělsko   | Al Fito                                     |
| 3.            | 19. května   | Portugalsko | Rampa da Falperra                           |
| 5.            | 2. června    | Česko       | Ecce Homo Šternberk                         |
| 7.            | 30. června   | Itálie      | Trento–Bondone                              |
| 8.            | 21. července | Slovensko   | Dobšinský kopec (Dobšiná)                   |
| 10.           | 3. srpna     | Francie     | Course de Côte du Mont Dore Chambon sur lac |
| 11.           | 18. srpna    | Švýcarsko   | St. Ursanne – Les Rangiers                  |
| 12.           | 24. srpna    | Slovinsko   | Ilirska Bistrica                            |
| 13.           | 14. září     | Chorvatsko  | Buzetski dani (Buzet)                       |

#### 2013
| Pořadí závodu | Datum        | Země        | Závod nebo dějiště závodu                   |
| ------------- | ------------ | ----------- | ------------------------------------------- |
| 1.            | 12. dubna    | Francie     | Saint-Jean-du-Gard–Col St. Pierre           |
| 2.            | 26. dubna    | Rakousko    | Rechbergrennen (Rechberg)                   |
| 3.            | 11. května   | Portugalsko | Rampa da Falperra                           |
| 4.            | 17. května   | Španělsko   | Al Fito                                     |
| 5.            | 1. června    | Česko       | Ecce Homo Šternberk                         |
| 6.            | 28. června   | Itálie      | Coppa Paolino Teodori                       |
| 7.            | 6. července  | Itálie      | Trento–Bondone                              |
| 8.            | 20. července | Slovensko   | Dobšinský kopec (Dobšiná)                   |
| 9.            | 27. července | Německo     | Glassbachrennen (Glassbach)                 |
| 10.           | 9. srpna     | Francie     | Course de Côte du Mont Dore Chambon sur lac |
| 11.           | 17. srpna    | Švýcarsko   | St. Ursanne – Les Rangiers                  |
| 12.           | 30. srpna    | Slovinsko   | Ilirska Bistrica                            |
| 13.           | 13. září     | Chorvatsko  | Buzetski dani (Buzet)                       |

#### 2014
| Pořadí závodu | Datum        | Země        | Závod nebo dějiště závodu         |
| ------------- | ------------ | ----------- | --------------------------------- |
| 1.            | 11. dubna    | Francie     | Saint-Jean-du-Gard–Col St. Pierre |
| 2.            | 25. dubna    | Rakousko    | Rechbergrennen (Rechberg)         |
| 3.            | 10. května   | Portugalsko | Rampa da Falperra                 |
| 4.            | 16. května   | Španělsko   | Al Fito                           |
| 5.            | 7. června    | Česko       | Ecce Homo Šternberk               |
| 6.            | 13. června   | Polsko      | Limanowa                          |
| 7.            | 27. června   | Itálie      | Coppa Paolino Teodori             |
| 8.            | 19. července | Slovensko   | Dobšinský kopec (Dobšiná)         |
| 9.            | 25. července | Německo     | Glassbachrennen (Glassbach)       |
| 10.           | 16. srpna    | Švýcarsko   | St. Ursanne – Les Rangiers        |
| 11.           | 30. srpna    | Slovinsko   | Ilirska Bistrica                  |
| 12.           | 20. září     | Chorvatsko  | Buzetski dani (Buzet)             |

#### 2015
| Pořadí závodu | Datum        | Země        | Závod nebo dějiště závodu         |
| ------------- | ------------ | ----------- | --------------------------------- |
| 1.            | 10. dubna    | Francie     | Saint-Jean-du-Gard–Col St. Pierre |
| 2.            | 26. dubna    | Rakousko    | Rechbergrennen (Rechberg)         |
| 3.            | 10. května   | Španělsko   | Al Fito                           |
| 4.            | 17. května   | Portugalsko | Rampa da Falperra                 |
| 5.            | 7. června    | Česko       | Ecce Homo Šternberk               |
| 6.            | 21. června   | Polsko      | Limanowa                          |
| 7.            | 5. července  | Itálie      | Trento–Bondone                    |
| 8.            | 19. července | Slovensko   | Dobšinský kopec (Dobšiná)         |
| 9.            | 26. července | Německo     | Glassbachrennen (Glassbach)       |
| 10.           | 16. srpna    | Švýcarsko   | St. Ursanne – Les Rangiers        |
| 11.           | 30. srpna    | Slovinsko   | Ilirska Bistrica                  |
| 12.           | 20. září     | Chorvatsko  | Buzetski dani (Buzet)             |

#### 2016
| Pořadí závodu | Datum        | Země        | Závod nebo dějiště závodu         |
| ------------- | ------------ | ----------- | --------------------------------- |
| 1.            | 17. dubna    | Francie     | Saint-Jean-du-Gard–Col St. Pierre |
| 2.            | 24. dubna    | Rakousko    | Rechbergrennen (Rechberg)         |
| 3.            | 08. května   | Portugalsko | Rampa da Falperra                 |
| 4.            | 15. května   | Španělsko   | Al Fito                           |
| 5.            | 5. června    | Česko       | Ecce Homo Šternberk               |
| 6.            | 26. června   | Itálie      | Coppa Paolino Teodori             |
| 7.            | 10. července | Polsko      | Limanowa                          |
| 8.            | 17. července | Slovensko   | Dobšinský kopec (Dobšiná)         |
| 9.            | 31. července | Německo     | Glassbachrennen (Glassbach)       |
| 10.           | 21. srpna    | Švýcarsko   | St. Ursanne – Les Rangiers        |
| 11.           | 4. září      | Slovinsko   | Ilirska Bistrica                  |
| 12.           | 18. září     | Chorvatsko  | Buzetski dani (Buzet)             |

#### 2017
| Pořadí závodu | Datum        | Země        | Závod nebo dějiště závodu                   |
| ------------- | ------------ | ----------- | ------------------------------------------- |
| 1.            | 23. dubna    | Rakousko    | Rechbergrennen (Rechberg)                   |
| 2.            | 07. května   | Portugalsko | Rampa da Falperra                           |
| 3.            | 14. května   | Španělsko   | Al Fito                                     |
| 4.            | 4. června    | Česko       | Ecce Homo Šternberk                         |
| 5.            | 11. června   | Německo     | Glassbachrennen (Glassbach)                 |
| 6.            | 2. července  | Itálie      | Trento–Bondone                              |
| 7.            | 16. července | Polsko      | Limanowa                                    |
| 8.            | 23. července | Slovensko   | Dobšinský kopec (Dobšiná)                   |
| 9.            | 13. srpna    | Francie     | Course de Côte du Mont Dore Chambon sur lac |
| 10.           | 20. srpna    | Švýcarsko   | St. Ursanne – Les Rangiers                  |
| 11.           | 3. září      | Slovinsko   | Ilirska Bistrica                            |
| 12.           | 17. září     | Chorvatsko  | Buzetski dani (Buzet)                       |

#### 2018
| Pořadí závodu | Datum        | Země        | Závod nebo dějiště závodu         |
| ------------- | ------------ | ----------- | --------------------------------- |
| 1.            | 15. dubna    | Francie     | Saint-Jean-du-Gard–Col St. Pierre |
| 2.            | 22. dubna    | Rakousko    | Rechbergrennen (Rechberg)         |
| 3.            | 13. května   | Portugalsko | Rampa da Falperra                 |
| 4.            | 20. května   | Španělsko   | Al Fito                           |
| 5.            | 3. června    | Česko       | Ecce Homo Šternberk               |
| 6.            | 10. června   | Německo     | Glassbachrennen (Glassbach)       |
| 7.            | 24. června   | Itálie      | Coppa Paolino Teodori             |
| 8.            | 22. července | Slovensko   | Dobšinský kopec (Dobšiná)         |
| 9.            | 29. července | Polsko      | Limanowa                          |
| 10.           | 19. srpna    | Švýcarsko   | St. Ursanne – Les Rangiers        |
| 11.           | 2. září      | Slovinsko   | Ilirska Bistrica                  |
| 12.           | 16. září     | Chorvatsko  | Buzetski dani (Buzet)             |

#### 2019
| Pořadí závodu | Datum        | Země        | Závod nebo dějiště závodu         |
| ------------- | ------------ | ----------- | --------------------------------- |
| 1.            | 14. dubna    | Francie     | Saint-Jean-du-Gard–Col St. Pierre |
| 2.            | 28. dubna    | Rakousko    | Rechbergrennen (Rechberg)         |
| 3.            | 12. května   | Portugalsko | Rampa da Falperra                 |
| 4.            | 19. května   | Španělsko   | Al Fito                           |
| 5.            | 2. června    | Česko       | Ecce Homo Šternberk               |
| 6.            | 16. června   | Německo     | Glassbachrennen (Glassbach)       |
| 7.            | 7. července  | Itálie      | Trento–Bondone                    |
| 8.            | 21. července | Slovensko   | Dobšinský kopec (Dobšiná)         |
| 9.            | 28. července | Polsko      | Limanowa                          |
| 10.           | 18. srpna    | Švýcarsko   | St. Ursanne – Les Rangiers        |
| 11.           | 1. září      | Slovinsko   | Ilirska Bistrica                  |
| 12.           | 15. září     | Chorvatsko  | Buzetski dani (Buzet)             |

#### 2020
Šampionát zrušen. Příčinou byla pandemie COVID-19.

#### 2021
| Pořadí závodu | Datum        | Země        | Závod nebo dějiště závodu |
| ------------- | ------------ | ----------- | ------------------------- |
| 1.            | 9. května    | Portugalsko | Rampa de Boticas          |
| 2.            | 16. května   | Španělsko   | Al Fito                   |
| 3.            | 30. května   | Česko       | Ecce Homo Šternberk       |
| 4.            | 27. června   | Itálie      | Coppa Paolino Teodori     |
| 5. (zrušeno)  | 18. července | Slovensko   | Dobšinský kopec (Dobšiná) |
| 6.            | 25. července | Polsko      | Limanowa                  |
| 7.            | 4. září      | Slovinsko   | Ilirska Bistrica          |
| 8.            | 18. září     | Chorvatsko  | Buzetski dani (Buzet)     |

#### 2022
| Pořadí závodu | Datum        | Země        | Závod nebo dějiště závodu         |
| ------------- | ------------ | ----------- | --------------------------------- |
| 1.            | 10. dubna    | Francie     | Saint-Jean-du-Gard–Col St. Pierre |
| 2.            | 8. května    | Portugalsko | Rampa da Falperra                 |
| 3.            | 15. května   | Španělsko   | Al Fito                           |
| 4.            | 29. května   | Česko       | Ecce Homo Šternberk               |
| 5.            | 3. července  | Itálie      | Trento–Bondone                    |
| 6.            | 31. července | Polsko      | Limanowa                          |
| 7.            | 21. srpna    | Švýcarsko   | St. Ursanne – Les Rangiers        |
| 8.            | 4. září      | Slovinsko   | Ilirska Bistrica                  |
| 9.            | 18. září     | Chorvatsko  | Buzetski dani (Buzet)             |

#### 2023
| Pořadí závodu | Datum       | Země        | Závod nebo dějiště závodu         |
| ------------- | ----------- | ----------- | --------------------------------- |
| 1.            | 16. dubna   | Francie     | Saint-Jean-du-Gard–Col St. Pierre |
| 2.            | 30. dubna   | Rakousko    | Rechbergrennen (Rechberg)         |
| 3.            | 7. května   | Španělsko   | Al Fito                           |
| 4.            | 21. května  | Portugalsko | Rampa da Falperra                 |
| 5.            | 4. června   | Česko       | Ecce Homo Šternberk               |
| 6.            | 18. června  | Itálie      | Coppa Paolino Teodori             |
| 7.            | 2. července | Polsko      | Limanowa                          |
| 8.            | 20. srpna   | Švýcarsko   | St. Ursanne – Les Rangiers        |
| 9.            | 3. září     | Slovinsko   | Ilirska Bistrica                  |
| 10.           | 17. září    | Chorvatsko  | Buzetski dani (Buzet)             |

#### 2024
| Pořadí závodu | Datum        | Země        | Závod nebo dějiště závodu   |
| ------------- | ------------ | ----------- | --------------------------- |
| 1.            | 28. dubna    | Rakousko    | Rechbergrennen (Rechberg)   |
| 2.            | 12. května   | Španělsko   | Al Fito                     |
| 3.            | 19. května   | Portugalsko | Rampa da Falperra           |
| 4.            | 2. června    | Česko       | Ecce Homo Šternberk         |
| 5.            | 16. června   | Německo     | Glassbachrennen (Glassbach) |
| 6.            | 14. července | Itálie      | Trofeo Vallecamonica        |
| 7.            | 28. července | Polsko      | Limanowa                    |
| 8.            | 18. srpna    | Švýcarsko   | St. Ursanne – Les Rangiers  |
| 9.            | 1. září      | Slovinsko   | Ilirska Bistrica            |
| 10.           | 15. září     | Chorvatsko  | Buzetski dani (Buzet)       |
| 11. (zrušeno) | 22. července | Řecko       | Achladokampos               |

## Vítězové Mistrovství Evropy v závodech automobilů do vrchu 1957–2024
| Sezóna | Kategorie                        | Jezdec                        | Automobil                                 |
| ------ | -------------------------------- | ----------------------------- | ----------------------------------------- |
| 2024   | EHCC (Cat. I)                    | Matija Jurišić                | Peugeot 308 TCR 1.6 (gr. 4)               |
| 2024   | EHCC (Cat. I – Best performer)   | Nicolas Werver                | Porsche 997 GT3R (gr. 2)                  |
| 2024   | EHCC (Cat. II)                   | Geoffrey Schatz               | Nova Proto NP01 (sk. E2-SC)               |
| 2024   | EHCC (Cat. II – Best performer)  | Geoffrey Schatz               | Nova Proto NP01 (sk. E2-SC)               |
| 2023   | EHCC (Cat. I)                    | Igor Stefanovski              | Hyundai i30 N TCR (gr. 3)                 |
| 2023   | EHCC (Cat. I – Best performer)   | Nicolas Werver                | Porsche 997 GT3R (gr. 2)                  |
| 2023   | EHCC (Cat. II)                   | Christian Merli               | Osella FA30 EVO Zytek LRM (sk. E2-SS)     |
| 2023   | EHCC (Cat. II – Best performer)  | Christian Merli               | Osella FA30 EVO Zytek LRM (sk. E2-SS)     |
| 2022   | EHCC (Cat. I)                    | Vasilije Jakšić               | Mitsubishi Lancer Evolution IX RS (gr. 4) |
| 2022   | EHCC (Cat. I – Best performer)   | Karl Schagerl                 | VW Golf Rallye TFSI-R (gr. 1)             |
| 2022   | EHCC (Cat. II)                   | Christian Merli               | Osella FA30 EVO Zytek LRM (sk. E2-SS)     |
| 2022   | EHCC (Cat. II – Best performer)  | Christian Merli               | Osella FA30 EVO Zytek LRM (sk. E2-SS)     |
| 2021   | EHCC (Cat. I)                    | Antonino Migliuolo            | Mitsubishi Lancer Evolution IX (gr. 3)    |
| 2021   | EHCC (Cat. I – Best performer)   | Ronnie Bratschi               | Mitsubishi Lancer Evo VII RS (gr. 1)      |
| 2021   | EHCC (Cat. II)                   | Christian Merli               | Osella FA30 EVO Zytek LRM (sk. E2-SS)     |
| 2021   | EHCC (Cat. II – Best performer)  | Christian Merli               | Osella FA30 EVO Zytek LRM (sk. E2-SS)     |
| 2020   | zrušeno kvůli pandemii covidu    | zrušeno kvůli pandemii covidu | zrušeno kvůli pandemii covidu             |
| 2019   | EHCC (Cat. I)                    | Lukáš Vojáček                 | Subaru Impreza WRX STI (sk. A)            |
| 2019   | EHCC (Cat. II)                   | Christian Merli               | Osella FA30 EVO Zytek LRM (sk. E2-SS)     |
| 2019   | EHCC (Cat. II)                   | Simone Faggioli               | Norma M20 FC (sk. E2-SC)                  |
| 2018   | EHCC (Cat. I)                    | Lukáš Vojáček                 | Subaru Impreza WRX STI (sk. A)            |
| 2018   | EHCC (Cat. II)                   | Christian Merli               | Osella FA30 EVO Zytek LRM (sk. E2-SS)     |
| 2017   | EHCC (Cat. I)                    | Erich Weber                   | Audi R8 LMS/PORSCHE 997 GT3 CUP (sk. GT)  |
| 2017   | EHCC (Cat. II)                   | Simone Faggioli               | Norma M20 FC (sk. E2-SC)                  |
| 2016   | EHCC (Cat. I)                    | Nikola Miljković              | Mitsubishi Lancer Evo IX (sk. N)          |
| 2016   | EHCC (Cat. II)                   | Simone Faggioli               | Norma M20 FC (sk. E2-SC)                  |
| 2015   | EHCC (Cat. I)                    | Igor Stefanovski              | Mitsubishi Lancer Evo IX (sk. N)          |
| 2015   | EHCC (Cat. II)                   | Simone Faggioli               | Norma M20 FC (sk. E2-SC)                  |
| 2014   | EHCC (Cat. I)                    | Igor Stefanovski              | Mitsubishi Lancer Evo IX (sk. N)          |
| 2014   | EHCC (Cat. II)                   | Simone Faggioli               | Norma M20 FC (sk. E2-SC)                  |
| 2013   | EHCC (Cat. I)                    | Tomislav Muhvić               | Mitsubishi Lancer Evo IX (sk. N)          |
| 2013   | EHCC (Cat. II)                   | Simone Faggioli               | Osella FA30 (sk. E2-SS)                   |
| 2012   | EHCC (Cat. I)                    | Dušan Borković                | Mitsubishi Lancer Evo IX (sk. N)          |
| 2012   | EHCC (Cat. II)                   | Simone Faggioli               | Osella FA30 (sk. E2-SS)                   |
| 2011   | EHCC (Cat. I)                    | Aleš Prek                     | Mitsubishi Lancer Evo IX (sk. N)          |
| 2011   | EHCC (Cat. II)                   | Simone Faggioli               | Osella FA30 (sk. E2-SS)                   |
| 2010   | EHCC (Cat. I)                    | Roland Wanek                  | Mitsubishi Lancer Evo IX (sk. N)          |
| 2010   | EHCC (Cat. II)                   | Simone Faggioli               | Osella FA30 (sk. E2-SS)                   |
| 2009   | EHCC (Cat. I)                    | Václav Janík                  | Mitsubishi Lancer Evo VIII (sk. A)        |
| 2009   | EHCC (Cat. II)                   | Simone Faggioli               | Osella FA30 (sk. E2-SS)                   |
| 2008   | EHCC (Cat. I)                    | Miroslav Jakeš                | Mitsubishi Lancer Evo IX (sk. N)          |
| 2008   | EHCC (Cat. II)                   | Lionel Régal                  | Reynard 01L F3000 (sk. E2)                |
| 2007   | EHCC (Cat. I)                    | Peter Jureňa                  | Mitsubishi Lancer Evo IX (sk. N)          |
| 2007   | EHCC (Cat. II)                   | Ander Vilariño                | Reynard 01L F3000 (sk. E2)                |
| 2006   | EHCC (Cat. I)                    | Jörg Weidinger                | BMW M3 (sk. N)                            |
| 2006   | EHCC (Cat. II)                   | Giulio Regosa                 | Lola Cosworth B99/50 F3000 (Sk. E2)       |
| 2005   | EHCC (Cat. I)                    | Jörg Weidinger                | BMW M3 (sk. N)                            |
| 2005   | EHCC (Cat. II)                   | Simone Faggioli               | Osella PA21S (sk. CN)                     |
| 2004   | EHCC (Cat. I)                    | Robert Šenkýř                 | BMW M3 (sk. A)                            |
| 2004   | EHCC (Cat. II)                   | Giulio Regosa                 | Osella PA20S BMW (sk. CN)                 |
| 2003   | EHCC (Cat. I)                    | Robert Šenkýř                 | BMW M3 (sk. A)                            |
| 2003   | EHCC (Cat. II)                   | Denny Zardo                   | Osella PA20S BMW (sk. CN)                 |
| 2002   | EHCC (Cat. I)                    | Piergiorgio Bedini            | Ford Escort RS Cosworth (sk. N)           |
| 2002   | EHCC (Cat. II)                   | Franz Tschager                | Osella PA20S BMW (sk. CN)                 |
| 2001   | EHCC (Cat. I)                    | Niko Pulić                    | BMW M3 (sk. A)                            |
| 2001   | EHCC (Cat. II)                   | Franz Tschager                | Osella PA20S BMW (sk. CN)                 |
| 2000   | EHCC (Cat. I)                    | Niko Pulić                    | BMW M3 (sk. A)                            |
| 2000   | EHCC (Cat. II)                   | Franz Tschager                | Osella PA20S BMW (sk. CN)                 |
| 1999   | EHCC (Cat. I)                    | Niko Pulić                    | BMW M3 (sk. A)                            |
| 1999   | EHCC (Cat. II)                   | Pasquale Irlando              | Osella PA20S BMW (sk. CN)                 |
| 1998   | EHCC (Cat. I)                    | Otakar Krámský                | BMW M3 (sk. A)                            |
| 1998   | EHCC (Cat. II)                   | Pasquale Irlando              | Osella PA20S BMW (sk. CN)                 |
| 1997   | EHCC (Cat. I)                    | Otakar Krámský                | BMW M3 (sk. A)                            |
| 1997   | EHCC (Cat. II)                   | Pasquale Irlando              | Osella PA20S BMW (sk. CN)                 |
| 1996   | EHCC (Cat. I)                    | Bruno Houzelot                | Ford Escort RS Cosworth (sk. N)           |
| 1996   | EHCC (Cat. II)                   | Fabio Danti                   | Osella PA20S BMW (sk. CN)                 |
| 1995   | EHCC (Cat. I)                    | Otakar Krámský                | BMW M3 (sk. A)                            |
| 1995   | EHCC (Cat. II)                   | Fabio Danti                   | Lucchini P3-94m BMW (Sk. CN)              |
| 1994   | EHCC (Cat. I)                    | Josef Kopecký                 | Ford Escort RS Cosworth (sk. N)           |
| 1994   | EHCC (Cat. II)                   | Francisco Egózcue             | Osella PA9/90 BMW (Sk. C3)                |
| 1993   | EHCC (Cat. I)                    | Francis Dosières              | BMW M3 (sk. A)                            |
| 1993   | EHCC (Cat. II)                   | Francisco Egózcue             | Osella PA9/90 BMW (Sk. C3)                |
| 1992   | EHCC (Cat. I)                    | Francis Dosières              | BMW M3 (sk. A)                            |
| 1992   | EHCC (Cat. II)                   | Andrés Vilariño               | Lola T298 Repsol (Sk. C3)                 |
| 1991   | EHCC (Cat. I)                    | Iñaki Goiburu                 | BMW M3 (sk. A)                            |
| 1991   | EHCC (Cat. II)                   | Andres Vilariño               | Lola T298 Repsol (Sk. C3)                 |
| 1990   | EHCC (Cat. I)                    | Francis Dosières              | BMW M3 (řec. A)                           |
| 1990   | EHCC (Cat. II)                   | Andres Vilariño               | Lola T298 Repsol (Sk. C3)                 |
| 1989   | EHCC (Cat. I)                    | Francis Dosières              | BMW M3 (sk. A)                            |
| 1989   | EHCC (Cat. II)                   | Andres Vilariño               | Lola T298 Repsol (Sk. C3)                 |
| 1988   | EHCC (Cat. I)                    | Giovanni Rossi                | Renault 5 Maxi Turbo (sk. B)              |
| 1988   | EHCC (Cat. II)                   | Mauro Nesti                   | Osella PA9 BMW (Sk. C3)                   |
| 1987   | EHCC (Cat. I)                    | Claude-François Jeanneret     | Audi Quattro A2 (sk. B)                   |
| 1987   | EHCC (Cat. II)                   | Mauro Nesti                   | Osella PA9 BMW (Sk. C3)                   |
| 1986   | EHCC (Cat. I)                    | Claude-François Jeanneret     | Audi Quattro A2 (sk. B)                   |
| 1986   | EHCC (Cat. II)                   | Mauro Nesti                   | Osella PA9 BMW (sk. 6)                    |
| 1985   | EHCC (Cat. I)                    | Francis Dosières              | BMW 635 CSi (sk. A)                       |
| 1985   | EHCC (Cat. II)                   | Mauro Nesti                   | Osella PA9 BMW (řec. 6)                   |
| 1984   | EHCC (sériová auta)              | Giovanni Rossi                | BMW M1 (sk. B)                            |
| 1984   | EHCC (sportovní auta)            | Rolf Göring                   | BMW M1 (sk. B)                            |
| 1984   | EHCC (závodní auta – Racing Car) | Mauro Nesti                   | Osella PA9 BMW (sk. 6)                    |
| 1983   | EHCC (sériová auta)              | Giovanni Rossi                | BMW 528i (sk. A)                          |
| 1983   | EHCC (sportovní auta)            | Rolf Göring                   | BMW M1 (sk. 4)                            |
| 1983   | EHCC (závodní auta – Racing Car) | Mauro Nesti                   | Osella PA9 BMW (sk. 6)                    |
| 1982   | EHCC (sériová auta)              | Herbert Hürter                | Ford Escort RS (sk. 1)                    |
| 1982   | EHCC (Touring Car)               | Jacques Guillot               | Porsche 930 (sk. B)                       |
| 1982   | EHCC (závodní auta – Racing Car) | Herbert Stenger               | Ford Capri Turbo Zakspeed (sk. 2)         |
| 1981   | EHCC (sériová auta)              | Karl-Heinz Linnig             | Porsche 930 (sk. 3)                       |
| 1981   | EHCC (Touring Car)               | Herbert Stenger               | Ford Escort RS (sk. 2)                    |
| 1981   | EHCC (závodní auta – Racing Car) | Jean-Louis Bos                | Lola T298 BMW (sk. 6)                     |
| 1980   | EHCC (sériová auta)              | Roland Biancone               | Porsche 930 (sk. 3)                       |
| 1980   | EHCC (Touring Car)               | Jacques Alméras               | Porsche 934 Turbo (sk. 4)                 |
| 1980   | EHCC (závodní auta – Racing Car) | Jean-Marie Alméras            | Porsche 935 K3 (sk. 5)                    |
| 1979   | EHCC (sériová auta)              | Romain Wolff                  | Ford Escort 2000 RS (řec. 1)              |
| 1979   | EHCC (Touring Car)               | Jacques Alméras               | Porsche 934 Turbo (řec. 4)                |
| 1979   | EHCC (závodní auta – Racing Car) | Jean-Marie Alméras            | Porsche 935 (sk. 5)                       |
| 1978   | EHCC (sériová auta)              | Herbert Stenger               | Ford Escort RS (sk. 1)                    |
| 1978   | EHCC (Touring Car)               | Jacques Alméras               | Porsche 934 Turbo (sk. 4)                 |
| 1978   | EHCC (závodní auta – Racing Car) | Jean-Marie Alméras            | Porsche 935 (sk. 5)                       |
| 1977   | EHCC (sériová auta)              | Anton Fischhaber              | Porsche Carrera RS (sk. 3)                |
| 1977   | EHCC (Touring Car)               | Heinz-Jürgen Pöhlmann         | Ford Escort 1800 RS (sk. 2)               |
| 1977   | EHCC (závodní auta – Racing Car) | Mauro Nesti                   | Lola T296 BMW (sk. 6)                     |
| 1976   | EHCC (sériová auta)              | Jean-Claude Bering            | Porsche Carrera RSR (sk. 3)               |
| 1976   | EHCC (Touring Car)               | Wilhelm Bartels               | Porsche Carrera RSR (sk. 5)               |
| 1976   | EHCC (závodní auta – Racing Car) | Mauro Nesti                   | Lola T294 BMW (sk. 6)                     |
| 1975   | EHCC (sériová auta)              | Jean-Claude Bering            | Porsche Carrera RSR (sk. 3)               |
| 1975   | EHCC (Touring Car)               | Willy Siller                  | BMW 2002 Ti (sk. 5)                       |
| 1975   | EHCC (Racing Car)                | Mauro Nesti                   | Lola T294 BMW (sk. 6)                     |
| 1974   | EHCC (Gran Turismo)              | Anton Fischhaber              | Porsche 911 Carrera (sk. 4)               |
| 1974   | EHCC (sportovní auta)            | Juan Alfonso Fernández        | Osella PA2 Abarth (sk. 7)                 |
| 1974   | EHCC (závodní auta – Racing Car) | Robert "Jimmy" Mieusset       | March 742 BMW (sk. 8 +9)                  |
| 1973   | EHCC (Gran Turismo)              | Sepp Greger                   | Porsche Carrera (sk. 4)                   |
| 1973   | EHCC (sportovní auta)            | Juan Alfonso Fernández        | Porsche 908/ 3 (sk. 7)                    |
| 1973   | EHCC (závodní auta – Racing Car) | Robert "Jimmy" Mieusset       | March 722 Ford (sk. 8 +9)                 |
| 1972   | EHCC (sériová auta)              | Helmut Mander                 | Opel Kadett (sk. 2)                       |
| 1972   | EHCC (Gran Turismo)              | Anton Fischhaber              | Porsche 911S (sk. 4)                      |
| 1972   | EHCC (sportovní auta)            | Franco Pilone                 | Abarth 2000 (sk. 5 +7)                    |
| 1972   | EHCC (závodní auta)              | Xavier Perrot                 | March 722 Ford (sk. 8 +9)                 |
| 1971   | EHCC (sériová auta)              | Walter Brun                   | BMW 2800 CS (sk. 2)                       |
| 1971   | EHCC (Gran Turismo)              | Wilhelm Bartels               | Porsche 908 (sk. 4)                       |
| 1971   | EHCC (sportovní auta)            | Johannes Ortner               | Abarth 3000 (sk. 5)                       |
| 1970   | EHCC (sériová auta)              | Ernst Furtmayr                | BMW 2800 CS (sk. 2)                       |
| 1970   | EHCC (Gran Turismo)              | Claude Haldi                  | Porsche 911S (sk. 4)                      |
| 1970   | EHCC (sportovní auta)            | Johannes Ortner               | Abarth 3000 (sk. 5)                       |
| 1969   | EHCC (sériová auta)              | Ernst Furtmayr                | BMW 2002 Ti (sk. 2)                       |
| 1969   | EHCC (Touring Car)               | Arturo Merzario               | Abarth 2000S (sk. 4 +6)                   |
| 1969   | EHCC (Gran Turismo)              | Sepp Greger                   | Porsche 911T (sk. 3)                      |
| 1969   | EHCC (sportovní auta)            | Peter Schetty                 | Ferrari 212E Montagna (sk. 7)             |
| 1968   | EHCC (sériová auta)              | Ernst Furtmayr                | BMW 2002 Ti                               |
| 1968   | EHCC (Touring Car)               | Sepp Greger                   | Porsche Carrera 6 (sk. S)                 |
| 1968   | EHCC (Gran Turismo)              | Holger Zarges                 | Porsche 911T                              |
| 1968   | EHCC (sportovní auta)            | Gerhard Mitter                | Porsche 910 Bergspyder (sk. P)            |
| 1967   | EHCC (sériová auta)              | Ignazio Giunti                | Alfa Romeo GTA                            |
| 1967   | EHCC (Touring Car)               | Rudi Lins                     | Porsche Carrera 6 (sk. S)                 |
| 1967   | EHCC (Gran Turismo)              | Anton Fischhaber              | Porsche 911S                              |
| 1967   | EHCC (sportovní auta)            | Gerhard Mitter                | Porsche 910 Bergspyder (sk. 7)            |
| 1966   | EHCC (Gran Turismo)              | Eberhard Mahle                | Porsche 911                               |
| 1966   | EHCC (sportovní auta)            | Gerhard Mitter                | Porsche 910 Coupé (sk. P)                 |
| 1965   | EHCC (Gran Turismo)              | Herbert Müller                | Porsche 904                               |
| 1965   | EHCC (sportovní auta)            | Ludovico Scarfiotti           | Ferrari Dino 206P                         |
| 1964   | EHCC (Gran Turismo)              | Heini Walter                  | Porsche 904 GTS                           |
| 1964   | EHCC (sportovní auta)            | Edgar Barth                   | Porsche 904/ 8                            |
| 1963   | EHCC (Gran Turismo)              | Herbert Müller                | Porsche 356 Carrera GTL                   |
| 1963   | EHCC (sportovní auta)            | Edgar Barth                   | Porsche 718 WRS                           |
| 1962   | EHCC (Gran Turismo)              | Hans Kuhnis                   | Porsche Carrera                           |
| 1962   | EHCC (sportovní auta)            | Ludovico Scarfiotti           | Ferrari Dino 196SP                        |
| 1961   | EHCC (Gran Turismo)              | Heinz Schiller                | Porsche Carrera                           |
| 1961   | EHCC (sportovní auta)            | Heini Walter                  | Porsche RS61                              |
| 1960   | EHCC (Gran Turismo)              | Huschke von Hanstein          | Porsche Carrera                           |
| 1960   | EHCC (sportovní auta)            | Heini Walter                  | Porsche RS60                              |
| 1959   | EHCC (sportovní auta)            | Edgar Barth                   | Porsche RSK 1500                          |
| 1958   | EHCC (sportovní auta)            | Wolfgang von Trips            | Porsche RSK                               |
| 1957   | EHCC (sportovní auta)            | Willy Daetwyler               | Maserati 200S                             |

## Vítězové Evropského poháru v závodech automobilů do vrchu 2003–2024
| Sezóna | Kategorie                       | Jezdec                        | Automobil                              |
| ------ | ------------------------------- | ----------------------------- | -------------------------------------- |
| 2024   | FIHCC (Cat. I)                  | Janusz Grzyb                  | Honda Integra Tyre R                   |
| 2024   | FIHCC (Cat. II)                 | Sébastien Petit               | Osella PA30 Mugen                      |
| 2023   | FIHCC (Cat. I)                  | Dan Michl                     | Lotus Elise Michl                      |
| 2023   | FIHCC (Cat. II)                 | Sébastien Petit               | Osella PA30 Mugen                      |
| 2022   | FIHCC (Cat. I)                  | Dan Michl                     | Lotus Elise Michl (sk. E1)             |
| 2022   | FIHCC (Cat. II)                 | Sébastien Petit               | Nova NP 01-2                           |
| 2021   | FIHCC (Cat. I)                  | Karel Trněný                  | Škoda Fabia                            |
| 2021   | FIHCC (Cat. II)                 | Sébastien Petit               | Nova NP 01-2                           |
| 2020   | zrušeno kvůli pandemii covidu   | zrušeno kvůli pandemii covidu | zrušeno kvůli pandemii covidu          |
| 2019   | FIHCC (Cat. I)                  | Peter Ambruz                  | Mitsubishi Lancer Evolution IX (sk. N) |
| 2019   | FIHCC (Cat. II)                 | Sébastien Petit               | Norma M20 FC (sk. E2-SC)               |
| 2019   | FIHCC (Cat. III)                | Karel Trněný                  | Škoda Fabia (sk. E1)                   |
| 2018   | FIHCC (Cat. I)                  | Reinhold Taus                 | Subaru Impreza WRX STI (sk. A)         |
| 2018   | FIHCC (Cat. II)                 | Václav Janík                  | Norma M20 FC (sk. E2-SC)               |
| 2018   | FIHCC (Cat. III)                | Ronnie Bratschi               | Mitsubishi Lancer Evo VIII (sk. E1)    |
| 2017   | FIHCC (Cat. I)                  | Gabriella Pedroni             | Mitsubishi Lancer Evolution IX (sk. N) |
| 2017   | FIHCC (Cat. II)                 | Václav Janík                  | Norma M20 FC (sk. E2-SC)               |
| 2017   | FIHCC (Cat. III)                | Karl Schagerl                 | VW Golf Rallye TFSI-R (sk. E1)         |
| 2016   | FIHCC (Cat. I)                  | Gabriella Pedroni             | Mitsubishi Lancer Evolution IX (sk. N) |
| 2016   | FIHCC (Cat. II)                 | Václav Janík                  | Norma M20 FC (sk. E2-SC)               |
| 2016   | FIHCC (Cat. III)                | Ronnie Bratschi               | Mitsubishi Lancer Evo VIII (sk. E1)    |
| 2015   | FIHCC (Cat. I – produkční auta) | Armin Hafner                  | Mitsubishi Lancer Evolution IX (sk. N) |
| 2015   | FIHCC (Cat. I - E1)             | Ronnie Bratschi               | Mitsubishi Lancer Evo VIII (sk. E1)    |
| 2015   | FIHCC (Cat. II)                 | Václav Janík                  | Norma M20 FC (sk. E2-SC)               |
| 2014   |                                 |                               |                                        |
|        |                                 |                               |                                        |
| 2013   |                                 |                               |                                        |
|        |                                 |                               |                                        |
| 2012   |                                 |                               |                                        |
|        |                                 |                               |                                        |
| 2011   |                                 |                               |                                        |
|        |                                 |                               |                                        |
| 2010   |                                 |                               |                                        |
|        |                                 |                               |                                        |
| 2009   | FCUP Region 1.                  | Dan Michl                     | Opel Speedster Michl (sk. E1)          |
| 2009   | FCUP Region 2.                  | Georg Plasa                   | BMW 320 Judd (sk. E1)                  |
| 2009   | FCHA Region 1.                  | Rudi Bicciato                 | Mitsubishi Lancer Evo IX (sk. N)       |
| 2009   | FCHA Region 2.                  | Rudi Bicciato                 | Mitsubishi Lancer Evo IX (sk. N)       |
| 2008   | FCUP                            | Georg Plasa                   | BMW 320 Judd (sk. E1)                  |
| 2008   | FCHA                            | Laszlo Hernadi                | BMW M3 (sk. A)                         |
| 2007   | FCUP                            | Georg Plasa                   | BMW 320 Judd (sk. E1)                  |
| 2007   | FCHA                            | Laszlo Hernadi                | BMW M3 (sk. A)                         |
| 2006   | FCUP                            | Georg Plasa                   | BMW 320 Judd (sk. E1)                  |
| 2006   | FCHA                            | Laszlo Hernadi                | BMW M3 (sk. A)                         |
| 2005   | FCUP                            | Ander Vilariño                | Reynard 01L F3000 (sk. E2)             |
| 2005   | FCHA                            | Georg Plasa                   | BMW 320 Judd (sk. E1)                  |
| 2004   | FCHA                            | Georg Plasa                   | BMW 320 Judd (sk. E1)                  |
| 2003   | FCUP                            | Laszlo Szasz                  | Reynard 93D F3000 (sk. E2)             |